# Буддийское царствование
Буддийское царствование относится к верованиям и практикам царствующих особ в традиционных буддийских обществах, в соответствии с упоминаниями в буддийских учениях. Эта тема освящена в палийской и санскритской литературе, как раннего так и позднего периода, а также в фольклорных источниках, и подтверждается эпиграфическими находками. Формы правления, которые можно было бы назвать буддийским царствованием, существовали, по крайней мере, со времён императора Ашоки. Важными понятиями, связанными с буддийским царствованием, являются заслуги(санскр. puṇya; пали puñña), парамиты (санскр. pāramitā; тайск. บารมี), «достойный человек» (тайск. ผู้มีบุญ ), «монарх, вращающий колесо» (пали cakkavatti; санскр. cakravartin) и бодхисатта (санскр. bodhisattva). Многие из этих верований и практик продолжают вдохновлять правителей современных буддийских стран. Начиная с 2000-х годов проводят исследования роли буддийских цариц в истории Азии.

## Происхождение
В традиционном буддийском обществе, таком как Таиланд, роль короля в обществе и его иерархическое положение определялись буддийской космографией. согласно которой они являются результатом кармы, накопленной на протяжении многих жизней. В Типитаке идеи о благом правлении оформлены в идеале чакравартина, царя, который правит праведно и не прибегая к насилию в соответствии с Дхаммой. Его роль и обязанности подробно обсуждаются, например в Махасудассана сутте и Чаккаватти-шиханада сутте. Чакравартин должен подавать людям нравственный пример и обладать многими духовными достоинствами и мудростью. Он заслуживает верховную власть именно благодаря этим качествам, а не по праву наследования. Более того, считается, что чакравартин оказывает существенное благотворное влияние на нравственность управляемого им общества. Сам Будда Шакьямуни родился принцем и в предыдущих жизнях был царём (Вессантара).
Помимо Типитаки, свой вклад в идеи буддийского царствования внесли палийские хроники, такие как Махавамса и Джинакаламали.  Более поздние палийские тексты изображают императора Ашоку важным покровителем современной ему сангхи. В традиционных хрониках, многие цари, упоминаемые в поздних палийских сочинениях, считались членами той же династии, что и Ашока. Эта династия достойных царей существовала до начала нынешнего эона (пали kappa; санскр. kalpa). Палийский фольклор связывает царей буддийских обществ с династией Ашоки  «узами воплощения» В буддийском обществе цари отождествляли себя с правителями, упомянутыми в традиционных буддийских текстах, и это это нашло отражение в повествованиях и ритуалах.

## Царствование и накопление заслуг
В Южной и Юго-Восточной Азии накопление заслуг было практикой не только простого народа, но и царственных особ. В палийском фольклоре приводятся примеры того, как члены царской семьи совершали достойные деяния, иногда в виде раскаяния за прежние проступки. Благодаря этим традициям цари играли важную роль в поддержании Сангхи и публично совершали великие деяния, ведущие к накоплению заслуг, о чём свидетельствуют эпиграфические данные. В Шри-Ланке, начиная с X века, цари взяли на себя роль мирских защитников Сангхи, подобно тайским королям в периоды Сукхотаи и Аютия (с XIV по XVIII века). Ряд правителей Шри-Ланки, Таиланда и Бирмы называли себя бодхисаттами. В Таиланде король рассматривался как Пху Ми Бун (тайск. ผู้มีบุญ; буквально «человек, имеющий заслуги»), обладающий величайшими заслугами из всех людей в стране и чьё счастье было связано со счастьем царства. Начиная с 1960-х годов это убеждение было распространено среди тайских фермеров в отношении короля Пумипона. В традиционных буддийских обществах Сангха была для царской власти областью накопления заслуг: король брал на себя образцовую роль дарителя в отношении Сангхи, а Сангха легитимизировала короля как лидера государства и укрепляла монархию. Голод или другие бедствия традиционно связывали с неудачей короля, поэтому правитель, как правило, совершал масштабные благотворительные деяния. Таким образом король мог улучшить состояние королевства с помощью своей «переполняющей кармы».
Аналогичную функцию выполняли королевы. Помимо олицетворения достойной личности, буддийские короли и королевы также играли взаимозависимые симбиотические роли. Считалось, что королева подчиняется королю как хорошая жена, но король также зависит от мудрости и духовных достижений своей королевы.

## Вессантара джатака
Вессантара джатака 547 сыграла значительную роль в узаконивании династии Чакри в Таиланде посредством ежегодного фестиваля, известного как «Проповедь Великой жизни» (тайск. เทศน์มหาชาติ). На празднике большое внимание уделялось заслугам и парамами принца Вессантара, благодаря которым он стал королём. Однако в период реформ Рамы IV, когда тайский буддизм подвергся модернизации, праздник был отменён как не отражающий истинное учение. С тех пор его популярность сильно уменьшилась. Тем не менее, использование заслуг тайской монархии и правительства для укрепления своих позиций и единения общества продолжалось до XXI века.

## Царство и рукоположение
Образцом того, как некоторые короли исполняли роль образцовых буддистов, служит их рукоположение до возведения на престол. Наиболее известен пример тайского короля Монгкута, который был рукоположен за двадцать семь лет до того, как стал королем. Король Монгкут подчеркивал рациональный буддийский подход, который можно примирить с наукой. Такой подход помог ему узаконить своё королевское положение. Часть ритуала коронации тайского монарха заключается в том, что король направляется в королевский храм (Ват Пхра Кео), чтобы поклясться быть «Защитником веры» перед церковными руководителями, включая Верховного Патриарха Таиланда.